# 火星のオデッセイ
「火星のオデッセイ」（かせいのオデッセイ、A Martian Odyssey）は、スタンリイ・G・ワインボウムによる短編SF小説。初出は『ワンダー・ストーリーズ』誌1934年7月号。ワインボウムのデビュー作であり代表作である。4か月後に続編「夢の谷」(Valley of Dreams)が出版された。ワインボウムの作品のうち、火星を題材にした作品はこの2つのみである。
日本語版は、南山宏の訳で『S-Fマガジン』1963年6月号に掲載されたのが初出で、後に同じものが早川書房『世界SF全集』31巻に収録された。

## あらすじ

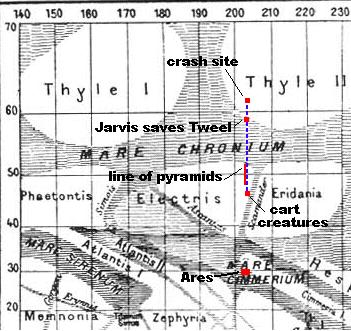
デービスとトゥウィールの旅程

21世紀初頭、人類初の火星探検隊が火星のシンメリウム海に着陸した。隊員の1人、アメリカ人化学者のディック・ジャービス（Dick Jarvis）は予備ロケットで遠出中にエンジントラブルを起こし、母船「アレス号」から1300km離れた地点で不時着する羽目に陥る。
ジャービスは、火星面の小さい重力を考慮に入れ、徒歩で母船へ帰還することを決意する。砂漠を歩く彼は、ダチョウに似た生物が触手を持った怪物に襲われている場面に出会う。人工物を身に付けているダチョウもどきを知的生物と判断した彼は、ピストルで怪物を退治してダチョウもどきを助ける。ダチョウもどきとジャービスは「トゥウィール」と「ディック」と名乗り合い、砂に図を描いて太陽系についての認識を確かめ合い、一時は意思が疎通できたかのように思えたが、やはり深い相互理解は困難であった。
ジャービスとトゥイールは一緒に旅を続け、「ピラミッド生物」「夢魔獣」など火星の奇妙な生物と遭遇する。そしてアリのように群居するビヤ樽型の生物の巣に迷い込んだ2人は彼らを怒らせてしまい、投げ槍で武装したビヤ樽たちに追い詰められてしまう。跳躍力に優れたトゥウィールは1人で逃げ去ることも可能なのだが、敢えて留まり、ジャービスと共にピストルでビヤ樽たちに応戦する。弾薬の残量が心細くなってきた頃、母船からの捜査隊が劇的に到着し、ジャービスは救助される。足手まといのいなくなったトゥウィールはどこかへ跳躍して去って行った。

## 影響
ワインボウムはこの小説によって、たちまちSF界の寵児になった。アイザック・アシモフによれば「ワインボウムの文体は平易であり、また地球外の情景や生命活動のリアリスティックな描写は従来のいかなる小説にも見られなかったもので、このSFを読んだ大衆を熱狂させた」。この小説は「業界に爆弾が投げ込まれたかのような効果をもたらし、このたった一編の小説でワインボウムは瞬時にして世界最高の現役SF作家と認められ、同時に当該分野の作家たちのほとんどが彼を真似しようとした」。
これ以前の異星人は、主人公を助けたり邪魔したりするガジェットに過ぎなかった。ワインボウムの描き出した生物はピラミッド建造者にしろ、ビヤ樽型生物にしろ、それぞれ独自の存在理由を持つ。また彼らの論理は人間の論理ではない。人間たちはその行動原理を全く解き明かせない。トゥウィールそのものが、ジョン・W・キャンベルの目標「人間と同等かそれ以上の思考力を持つが、人間とは違う思考様式の生物を描くべし」を満足するおそらく初めての登場人物である。
1970年、アメリカSFファンタジー作家協会がSF短編のオール・タイムでの最優秀の投票を行なったところ、「火星のオデッセイ」がアシモフの「夜来たる」(Nightfall)に次いで第2位に入った。選ばれた小説は "The Science Fiction Hall of Fame, Volume One, 1929–1964" （SF小説殿堂 第1巻 1929-1964）に収められている。
ラリー・ニーヴンは1999年の短編集 "Rainbow Mars" で「火星のオデッセイ」を数カ所引用している。